# الدوري الإيطالي الدرجة الثالثة
الدوري الإيطاليّ الدرجة الثالثة (بالإيطالية: "Serie c") يُعتبر آخر درجة في الدوري الإيطالي على مستوى بطولات المحترفين. تأسس الدوري عام 1935 وانقسم في عام 1978 إلى القسم الأول والقسم الثاني ثمَّ اندمج القسمين عام 2014 باسمِ «ليغا برو» وعاد إلى اسمه القديم "Serie C" عام 2017.

## التاريخ
تمَّ تأسيس الدوري الإيطاليّ الدرجة الثالثة في عام 1935، بعدَ إصلاح البطولات الوطنيَّة التي بدأت في عام 1929 معَ إنشاء الجامعة الوطنيَّة لكرة القدم لأول قسمين، تمت تسميتهما ب سيري إيه وسيري بي. في البداية كانت تتكون من 4 مجموعات من 16 فريقًا مقسمة على أساس جغرافي، وَالتي أصبحت 5 مجموعات في العام التالي لإعادة عدد الفرق المُشاركة إلى 18 فريقًا.
في عام 1938، أصبح عدد المَجموعات المكونة من عدد متغير من 11 إلى 14 فريقًا، ثمانية مجموعات وبِالتالي كانَ من الضروري اللجوء إلى مجموعتين أخيرتين حتَّى يتنافس الفائزون على المراكز الأربعة للترقية. ظلت الصيغة دون تغيير حتَّى عام 1942 (معَ الملاحَظة الوحيدة أنَ جميع المَجموعات تقريبًا أصبحت تضم 16 فريقًا)، عندما أصبح عدد المَجموعات 12، دائمًا معَ أربع بطاقات ترقية تحددها مجموعتان نهائيتان.
بعدَ الحرب العالمية الثانية، كانَ هُناك وضع ٳستثنائي لجميع البطولات الوطنيَّة لموسم 1945-1946، وفيما يتعلق بالدوري الإيطاليّ الدرجة الثالثة نقلت مجموعة النخبة إلى الدوري الإيطالي الدرجة الثانية بينما قامت الجامعة بتنظيمِ المَجموعات التسعة المُتبقية بسلسلة طويلة من المُباريات الفاصلة لتحديد بطاقات الترقية، ووسط وجنوب الدوري الوطنيّ الذي شمل بدلاً من ذلك جميع أندية C في 6 مجموعات.
في البُطولة التالية، مرت الدوري الإيطاليّ تحت تنظيم ثلاث بطولات أقاليمية جديدة: الدوري الأقاليمي المكون من 6 مجموعات، والرابِطَةُ الأقاليمية الجنوبيَّة مقسمة إلى 3 مجموعات، والرابِطَةُ الأقاليمية الشماليَّة التي تمَّ الاحتفاظ بها في 9 مجموعات على الرغم من تمَّ فصل إميليا رومانيا عن مجموعات كرة القدم الشمالية. ثمَّ تمَّ الوصول إلى 18 مجموعة إجمالية، وَالتي استمرت لمدَّة موسمين.
في عام 1948، كانَ هُناك إصلاح لدوري الدرجة الثالثة تمَّ إدخاله على الصيغة الأصليَّة للمجموعات الأربع على أساس أقاليمي، وَالتي جمعت الفرق بهذه الطريقة:
المجموعة الأولى: الشمال الغربي
المجموعة الثانية: الشمال الشرقي
المجموعة الثالثة: الوسط وسردينيا
المجموعة الرابعة: الجنوب وصقلية
وقد تمت ترقية الفائزين من كلّ مجموعة إلى دوري الدرجة الثانية. ثمَّ جاءت نقطة تحول تاريخيَّة لهذه الدرجة من طرف لودو براسي، سعياً وراء هدف تحويل الرابطة الوطنيَّة إلى هيئة ٳحترافية بالكامل. وفي عام 1952 كانَ هُناك توحيد المَجموعات الأربع في بطولة وطنية واحدة تُسمى الدرجة الثالثة. من خِلال توحيد بطولات الدوري من جميع النواحي، حتَّى بالنسبة لدوري الدرجة الثالثة، اختاروا عددًا من 18 فريقاٞٞ مشاركًا، تمامًا كما حدثُ للفئتين الأعلى. أمَّا من ناحية أخرى، وبِالنسبة لسياسة التقسيم، فقد تمَّ تحديد بطاقتين للصعود وأربعة للهبوط.

## اللاعبون المحليّون
لتشجيع تطوير اللاعبين المحليين، تمَّ تقييد جميع أندية ليغا برو لاستخدام ما لا يزيد عن 16 لاعبًا في فرقهم التي يزيد عمرها عن 23 عامًا (في موسم 2019-20، ولاعب وُلد قبل 1 يناير 1997، بِالإضافة إلى اثنين من البدلاء لخدمة لاعبي الأندية لفترة طويلة، ويُمكن للأندية استخدام عدد غير محدود من اللاعبين الذين تقل أعمارهم عن 23 عامًا.

## النوادي

### فرق 2020-21

#### المجموعة أ (الشمال والوسط الغربي)
8 فرق من لومباردي و6 فرق من توسكانا و4 فرق من بيدمونت وواحد من إميليا رومانيا وفريق واحد من سردينيا.
| النادي         | مدينة             | ملعب                            | سعة    |
| -------------- | ----------------- | ------------------------------- | ------ |
| ألبينو ليف     | ألبينو وليفي      | سيتا دي جورجونزولا (جورجونزولا) | 3,766  |
| اليساندريا     | اليساندريا        | جوزيبي موكاتا                   | 5926   |
| كاراريس        | كارارا            | دي مارمي                        | 9500   |
| كومو           | كومو              | جوزيبي سينيجاليا                | 13602  |
| جيانا إرمينيو  | جورجونزولا        | سيتا دي جورجونزولا              | 3,766  |
| غروسيتو        | غروسيتو           | أوليمبيكو كارلو زيكيني          | 9988   |
| يوفنتوس تحت 23 | تورينو            | جوزيبي موكاتا (اليساندريا)      | 5926   |
| ليكو           | ليكو              | ريغامونتي سيبي                  | 4997   |
| ليفورنو        | ليفورنو           | أرماندو بيتش                    | 14267  |
| لوكيزي         | لوكا              | بورتا إليسا                     | 12800  |
| نوفارا         | نوفارا            | سيلفيو بيولا (نوفارا)           | 17,875 |
| أولبيا         | أولبيا            | برونو نيسبولي                   | 4000   |
| برجوليت        | كريما             | جوزيبي فولتيني                  | 4095   |
| بياتشينزا      | بياتشينزا         | ليوناردو جاريلي                 | 21668  |
| بيستويز        | بستويا            | مارسيلو ميلاني                  | 13195  |
| بونتيديرا      | بونتيديرا         | إيتوري مانوتشي                  | 2700   |
| برو باتريا     | بوستو أرسيزيو     | كارلو سبيروني                   | 5000   |
| برو سيستو      | سيستو سان جيوفاني | بريدا                           | 4,501  |
| برو فرشيلي     | فرشيلي            | سيلفيو بيولا (فرشيلي)           | 5,500  |
| ريناتي         | ريناتي            | سيتا دي ميدا (ميدا)             | 2500   |

#### المجموعة ب (شمال ووسط الشرق)
5 فرق من إميليا-رومانيا و5 فرق من ماركي و3 فرق من فينيتو وفريقان من لومبارديا وفريقان من أومبريا وفريق واحد من فريولي فينيتسيا جوليا وفريق واحد من ترينتينو ألتو أديجي وفريق واحد من توسكانا.
| النادي        | مدينة                 | ملعب                              | سعة    |
| ------------- | --------------------- | --------------------------------- | ------ |
| أريتسو        | أريتسو                | سيتا دي أريتسو                    | 13128  |
| كاربي         | كاربي                 | ساندرو كاباسي                     | 5,510  |
| تشيزينا       | تشيزينا               | دينو مانوزي                       | 20194  |
| فانو          | فانو                  | رافاييل مانشيني                   | 8880   |
| فيرالبي سالو  | سالو                  | لينو تورينا                       | 2,364  |
| فيرمانا       | فيرمو                 | برونو ريكشيوني                    | 8920   |
| جوبيو         | جوبيو                 | بيترو باربيتي                     | 4939   |
| إيموليز       | إيمولا                | روميو جالي                        | 4000   |
| ليجناغو       | ليجناغو               | ماريو ساندريني                    | 2,152  |
| مانتوفا       | مانتوفا               | دانيلو مارتيلي                    | 14884  |
| ماتيليكا      | ماتيليكا              | هيلفيا ريسينا (ماشيراتا)          | 4315   |
| مودينا        | مودينا                | ألبرتو براغليا                    | 21092  |
| بادوفا        | بادوفا                | يوجانيو                           | 32420  |
| بيروجيا       | بيروجيا               | ريناتو كوري                       | 23,625 |
| رافينا        | رافينا                | برونو بينيلي                      | 12,020 |
| سامبينديتيس   | سان بنديتو ديل ترونتو | ريفيرا ديلي بالم                  | 22000  |
| سودتيرول      | بولزانو / بوزن        | دروسو                             | 3000   |
| تريستينا      | تريست                 | نيريو روكو                        | 26500  |
| فيرتوس فيرونا | فيرونا                | ماريو جافاجنين - سينيبالدو نوسيني | 1500   |
| فيس بيزارو    | بيزارو                | تونينو بينيلي                     | 4898   |

#### المجموعة ج (الوسطى والجنوبية)
6 فرق من كامبانيا و5 فرق من بوليا و3 فرق من صقلية وفريقان من كالابريا وواحد من أبروز وفريق واحد من باسيليكاتا وفريق واحد من لاتسيو وفريق واحد من أومبريا.
 
| النادي            | مدينة                 | ملعب                              | سعة    |
| ----------------- | --------------------- | --------------------------------- | ------ |
| أفيلينو           | أفيلينو               | بارتينيو أدريانو لومباردي         | 26308  |
| باري              | باري                  | سان نيكولا                        | 58270  |
| بيسجلي            | بيسجلي                | غوستافو فينتورا                   | 3200   |
| كاسرتانا          | كاسيرتا               | ألبرتو بينتو                      | 12000  |
| كاتانيا           | كاتانيا               | أنجيلو ماسيمينو                   | 20,016 |
| كاتانزارو         | كاتانزارو             | نيكولا سيرافولو                   | 14,650 |
| كافيز             | كافا دي تيريني        | سيمونيتا لامبرتي                  | 5000   |
| فوجيا             | فوجيا                 | بينو زكريا                        | 25.085 |
| يوفنتوس ستابيا    | كاستيلاماري دي ستابيا | روميو مينتي                       | 7642   |
| مونوبولي          | مونوبولي              | فيتو سيموني فينيزياني             | 6880   |
| الوثنية           | باجاني                | مارسيلو توري                      | 5,093  |
| باليرمو           | باليرمو               | رينزو باربيرا                     | 36365  |
| بوتينزا           | بوتينزا               | ألفريدو فيفياني                   | 4,977  |
| تيرامو            | تيرامو                | جايتانو بونوليس                   | 7498   |
| تيرنانا           | تيرني                 | ليبيرو ليبيراتي                   | 22000  |
| تراباني           | تراباني               | Polisportivo Provinciale (إريتشي) | 7608   |
| توريس             | توري ديل جريكو        | أميريجو ليغوري                    | 3566   |
| فيبونيز           | فيبو فالنتيا          | لويجي رزا                         | 5000   |
| فيرتوس فرانكافيلا | فرانكافيلا فونتانا    | جيوفاني باولو الثاني              | 2,137  |
| فيتربيسي          | فيتربو                | إنريكو روكي                       | 5460   |

### مواسم في الدرجة الثالثة
هذه هي القائمة الكاملة للأندية التي شاركت في مواسم الدوري الإيطاليّ الـ 38 التي لعبت من موسم 1935-36 حتَّى موسم 1977-78 (المُشاركة في نسخ 1945-46، 1946-47، 1947-48، البطولات التي تمَّ استبعادها بسببِ الحرب العالميَّة الثانيَّة من القائمة حيثُ تمَّ تقسيمها إلى دوريتين مستقلّتين تمامًا)، ولعبت مواسم ليغا برو الثلاثة من موسم 2014-15 حتَّى موسم 2016-17، ومن موسم 2017-18. الفرق الجريئة تتنافس في دوري الدرجة الثالثة في الموسم الحالي.
- 35 مشاركة: نادي ليتشي
- 33 مشاركة: نادي بياتشينزا
- 31 مشاركة: كوسينزا كالشيو
- 30 مشاركة: براتو
- 29 مشاركة: نادي كريمونيسي، نادي إمبولي، نادي ساليرنيتانا، سيراكوزا، نادي تريفيزو
- 28 مشاركة: بيليز، نادي ريميني
- 27 مشاركة: نادي رافينا
- 26 مشاركة: نادي أنكونا، أريزو، نادي لنيانو
- 25 مشاركة: سافونا، نادي سيينا
- 24 مشاركة: ميستر، سامبينيديت
- 23 مشاركة: نادي مانتوفا، نادي بيستويسي
- 22 مشاركة: كاسيرتا، نادي كييتي كالسيو الرياضي، نادي كروتوني، نادي ليكو، ماشيراتا، تراباني
- 21 مشاركة: نادي بارما، نادي ريجينا
- 20 مشاركة: فورلي، غروسيتو، نادي لوكيزي، نادي بيسكارا، نادي برو باتاريا، سانريميزي، نادي تارانتو 1927
- 19 مشاركة: نادي أسكولي، كاراريس، نادي كاسالي، لاكويلا، نادي ليفورنو، مارزوتو، نادي بيزا، سيريجنو، نادي سبيزيا، نادي أودينيزي
- 18 مشاركة: نادي فوجيا، نادي برو فيرتشيلي، نادي ريجيانا 1919
- 17 مشاركة: نادي ألساندريا، بارليتا، إنتيلا، مارسالا، بوتينزا
- 16 مشاركة: ستابيا، نادي مسينا، نادي مونزا، اتحاد بافيا لكرة القدم، توريس، نادي فاريسي، نادي فينيزيا، فيجيفانو
- 15 مشاركة: برينديزي، نادي كاتانزارو، منفالكوني، نادي بيروجيا، بونتيديرا
- 14 مشاركة: نادي أفيلينو، نادي بينيفينتو، نادي بادوفا، سافويا
- 13 مشاركة: بولزانو، نادي تشيزينا، نادي كومو، غالاراتس، ماسيزي، ماتيرا، رابالو، نادي سبال
- 12 مشاركة: اكراجاس، كرما، جيسي، فانو، أولبيا كالسيو 1905، بوردينوني، برو قوري، برو غوريزيا، زيا، سسترس، سولبياتس، نادي ترينتو، نادي تريستينا، فيس بيسارو

## الأبطال
| الدرجة الثالثة - 1935–36 [الإنجليزية] – فينيزيا، كريمونيسي، سبيزيا، كاتانزارو - 1936–37 [الإنجليزية] – بادوفا، فيجيفانو كالتشيو [الإنجليزية]، يو إس سانريميز كالتشيو [الإنجليزية]، ايه سي انكونا [الإنجليزية]، تارانتو 1927 - 1937–38 [الإنجليزية] – سبال، ايه سي فانفولا 1874، كاسالي، سيينا، ساليرنيتانا - 1938–39 [الإنجليزية] – بريشيا، كاتانيا - 1939–40 [الإنجليزية] – ريجيانا 1919، فيتشينزا، ايه سي ماكراتيسي - 1940–41 [الإنجليزية] – ايه سي براتو، يو إس فيومانا [الإنجليزية] - 1941–42 [الإنجليزية] – كريمونيسي، باليرمو - 1942–43 [الإنجليزية] – فاريسي، ايه إس برو غوريزيا [الإنجليزية] - 1943–45 – «تأجل بسببِ الحرب العالمية الثانية» - 1945–46 [الإنجليزية] – كالتشيو ميستري [الإنجليزية]، ايه سي براتو، بيروجيا، ألبا تراستيفيري [الإنجليزية]، بينيفينتو، ليتشي، باليرمو - 1946–47 [الإنجليزية] – ايه سي ماجنتا ‏، يو إس بونتي سان بيترو [الإنجليزية]، إف سي بولزانو 1996 [الإنجليزية]، ايه سي سينتيز ‏، إيه جي نوسرينا 1910 ‏ - 1947–48 [الإنجليزية] – «تنافس بين 18 دوري إقليمي، ولم تتم ترقية دوري الدرجة الثانيَّة ولم يكن هُناك بطل شامل» - 1948–49 [الإنجليزية] – ايه سي فانفولا 1874، أودينيزي، ايه سي براتو، أفيلينو - 1949–50 [الإنجليزية] – سيريجنو إف بي سي 1913 [الإنجليزية]، تريفيزو، ايه سي انكونا [الإنجليزية]، مسينا - 1950–51 [الإنجليزية] – مونزا، إيه سي مارزوتو فالداجنو 1926 ‏، ايه إس بيومبينو ‏، نادي يوفيا ستابيا الرياضي - 1951–52 [الإنجليزية] – كالياري - 1952–53 [الإنجليزية] – اتحاد بافيا لكرة القدم - 1953–54 [الإنجليزية] – بارما - 1954–55 [الإنجليزية] – باري - 1955–56 [الإنجليزية] – فينيزيا - 1956–57 [الإنجليزية] – ايه سي براتو - 1957–58 [الإنجليزية] – ريجيانا 1919 - 1958–59 [الإنجليزية] – مانتوفا، كاتانزارو - 1959–60 [الإنجليزية] – برو باتاريا، ايه سي براتو، فوجيا | - 1960–61 [الإنجليزية] – مودينا، لوكيزي، كوسينزا كالشيو - 1961–62 [الإنجليزية] – تريستينا، كالياري، فوجيا - 1962–63 [الإنجليزية] – فاريسي، ايه سي براتو، بوتنزا إس سي [الإنجليزية] - 1963–64 [الإنجليزية] – ريجيانا 1919، ليفورنو، ايه إس فورتيس تراني ‏ - 1964–65 [الإنجليزية] – نوفارا، بيزا، ريجينا - 1965–66 [الإنجليزية] – سافونا كالتشيو [الإنجليزية]، ايه سي أريتسو، ساليرنيتانا - 1966–67 [الإنجليزية] – مونزا، بيروجيا، باري - 1967–68 [الإنجليزية] – كومو، تشيزينا، ترنانا - 1968–69 [الإنجليزية] – بياتشينزا، ايه سي أريتسو، ايه إس دي كاسيرتا كالتشيو - 1969–70 [الإنجليزية] – نوفارا، ماسيسي يو إس 1919 [الإنجليزية]، ايه إس دي كاسيرتا كالتشيو - 1970–71 [الإنجليزية] – ريجيانا 1919، جنوى، ايه إس سورينتو كالتشيو ‏ - 1971–72 [الإنجليزية] – ليكو، أسكولي، إف بي برينديزي 1912 [الإنجليزية] - 1972–73 [الإنجليزية] – بارما، سبال، أفيلينو - 1973–74 [الإنجليزية] – ألساندريا، ايه إس دي سامبينديتيس كالتشيو [الإنجليزية]، بيسكارا - 1974–75 [الإنجليزية] – بياتشينزا، مودينا، كاتانيا - 1975–76 [الإنجليزية] – مونزا، ريميني، ليتشي - 1976–77 [الإنجليزية] – كريمونيسي، بيستويسي، باري - 1977–78 [الإنجليزية] – أودينيزي، سبال، إيه جي نوسرينا 1910 ‏ ليغا برو - 2014–15 – نوفارا، جرد نادي تيرامو من اللقب بسببِ التلاعب بنتائج المباريات، منح اللقب لأسكولي، ساليرنيتانا - 2015–16 – سيتاديلا، سبال، بينيفينتو - 2016–17 – كريمونيسي، فينيزيا، فوجيا الدرجة الثالثة - 2017–18 – ليفورنو، بادوفا، ليتشي - 2018–19 – نادي فيرتوس إينتيلا، بوردينوني كالتشيو، نادي يوفيا ستابيا الرياضي - 2019–20 [الإنجليزية] – مونزا، فيتشينزا، ريجينا |  |

## قوانين البُطولة
تصعد أربعة فرق إلى الدوري الإيطالي الدرجة الثانية (سيري بي) وتهبط أربعة فرق إلى الدوري الإيطالي الدرجة الرابعة (سيري دي)

## وصلات خارجية
- الموقع الرسمي
- داتا سبورت: النتائج والتصنيفات والأخبار حول ليغا برو